# Алгоритм сортировки
Алгоритм сортировки — это алгоритм для упорядочивания элементов в списке. В случае, когда элемент в списке имеет несколько полей, поле, служащее критерием порядка, называется ключом сортировки. На практике в качестве ключа часто выступает число, а в остальных полях хранятся какие-либо данные, никак не влияющие на работу алгоритма.

## История
Первые прототипы современных методов сортировки появились уже в XIX веке. К 1890 году для ускорения обработки данных переписи населения в США американец Герман Холлерит создал первый статистический табулятор — электромеханическую машину, предназначенную для автоматической обработки информации, записанной на перфокартах. У машины Холлерита имелся специальный «сортировальный ящик» из 26 внутренних отделений. При работе с машиной от оператора требовалось вставить перфокарту и опустить рукоятку. Благодаря пробитым на перфокарте отверстиям замыкалась определённая электрическая цепь, и на единицу увеличивалось показание связанного с ней циферблата. Одновременно с этим открывалась одна из 26 крышек сортировального ящика, и в соответствующее отделение перемещалась перфокарта, после чего крышка закрывалась. Данная машина позволила обрабатывать около 50 карт в минуту, что ускорило обработку данных в 3 раза. К переписи населения 1900 года Холлерит усовершенствовал машину, автоматизировав подачу карт. Работа сортировальной машины Холлерита основывалась на методах поразрядной сортировки. В патенте на машину обозначена сортировка «по отдельности для каждого столбца», но не определён порядок. В другой аналогичной машине, запатентованной в 1894 году Джоном Гором, упоминается сортировка со столбца десятков. Метод сортировки, начиная со столбца единиц, впервые появляется в литературе в конце 1930-х годов. К этому времени сортировальные машины уже позволяли обрабатывать до 400 карт в минуту.
В дальнейшем история алгоритмов оказалась связана с развитием электронно-вычислительных машин. По некоторым источникам, именно программа сортировки стала первой программой для вычислительных машин. Некоторые конструкторы ЭВМ, в частности разработчики EDVAC, называли задачу сортировки данных наиболее характерной нечисловой задачей для вычислительных машин. В 1945 году Джон фон Нейман для тестирования ряда команд для EDVAC разработал программы сортировки методом слияния. В том же году немецкий инженер Конрад Цузе разработал программу для сортировки методом простой вставки. К этому времени уже появились быстрые специализированные сортировальные машины, в сопоставлении с которыми и оценивалась эффективность разрабатываемых ЭВМ. Первым опубликованным обсуждением сортировки с помощью вычислительных машин стала лекция Джона Мокли, прочитанная им в 1946 году. Мокли показал, что сортировка может быть полезной также и для численных расчётов, описал методы сортировки простой вставки и бинарных вставок, а также поразрядную сортировку с частичными проходами. Позже организованная им совместно с инженером Джоном Эккертом компания «Eckert–Mauchly Computer Corporation» выпустила некоторые из самых ранних электронных вычислительных машин BINAC и UNIVAC. Наряду с отмеченными алгоритмами внутренней сортировки появлялись алгоритмы внешней сортировки, развитию которых способствовал ограниченный объём памяти первых вычислительных машин. В частности, были предложены методы сбалансированной двухпутевой поразрядной сортировки и сбалансированного двухпутевого слияния.
К 1952 году на практике уже применялись многие методы внутренней сортировки, но теория была развита сравнительно слабо. В октябре 1952 года Даниэль Гольденберг привёл пять методов сортировки с анализом наилучшего и наихудшего случаев для каждого из них. В 1954 году Гарольд Сьюворд развил идеи Гольденберга, а также проанализировал методы внешней сортировки. Говард Демут в 1956 году рассмотрел три абстрактные модели задачи сортировки: с использованием циклической памяти, линейной памяти и памяти с произвольным доступом. Для каждой из этих задач автор предложил оптимальные или почти оптимальные методы сортировки, что помогло связать теорию с практикой. Из-за малого числа людей, связанных с вычислительной техникой, эти доклады не появлялись в «открытой литературе». Первой большой обзорной статьёй о сортировке, появившейся в печати в 1955 году, стала работа Дж. Хоскена, в которой он описал всё имевшееся на тот момент оборудование специального назначения и методы сортировки для ЭВМ, основываясь на брошюрах фирм-изготовителей. В 1956 году Э. Френд в своей работе проанализировал математические свойства большого числа алгоритмов внутренней и внешней сортировки, предложив некоторые новые методы.
После этого было предложено множество различных алгоритмов сортировки: например, вычисление адреса в 1956 году; слияние со вставкой, обменная поразрядная сортировка, каскадное слияние и метод Шелла в 1959 году, многофазное слияние и вставки в дерево в 1960 году, осциллирующая сортировка и быстрая сортировка Хоара в 1962 году, пирамидальная сортировка Уильямса и обменная сортировка со слиянием Бэтчера в 1964 году. В конце 60-х годов произошло и интенсивное развитие теории сортировки. Появившиеся позже алгоритмы во многом являлись вариациями уже известных методов. Получили распространение адаптивные методы сортировки, ориентированные на более быстрое выполнение в случаях, когда входная последовательность удовлетворяет заранее установленным критериям.

## Формулировка задачи
Пусть требуется упорядочить N элементов: {\displaystyle R_{1},R_{2},\dots ,R_{n}}. Каждый элемент представляет собой запись {\displaystyle R_{j}}, содержащую некоторую информацию и ключ {\displaystyle K_{j}}, управляющий процессом сортировки. На множестве ключей определено отношение порядка «<» так, чтобы для любых трёх значений ключей {\displaystyle a,b,c} выполнялись следующие условия:
- закон трихотомии[англ.]: либо {\displaystyle a<b}, либо {\displaystyle a>b}, либо {\displaystyle a=b};
- закон транзитивности: если {\displaystyle a<b} и {\displaystyle b<c}, то {\displaystyle a<c}.

Данные условия определяют математическое понятие линейного или совершенного упорядочения, а удовлетворяющие им множества поддаются сортировке большинством методов.
Задачей сортировки является нахождение такой перестановки записей {\displaystyle p(1)p(2)\dots p(n)} с индексами {\displaystyle \{1,2,\dots ,N\}}, после которой ключи расположились бы в порядке неубывания:
{\displaystyle K_{p(1)}\leqslant K_{p(2)}\leqslant \dots \leqslant K_{p(n)}}
Сортировка называется устойчивой, если не меняет взаимного расположения элементов с одинаковыми ключами:
{\displaystyle p(i)<p(j)} для любых {\displaystyle K_{p(i)}=K_{p(j)}} и {\displaystyle i<j}.
Методы сортировки можно разделить на внутренние и внешние. Внутренняя сортировка используется для данных, помещающихся в оперативную память, за счёт чего является более гибкой в плане структур данных. При внешней сортировке данные в оперативную память не помещаются, и она ориентирована на достижение результата в условиях ограниченных ресурсов.

## Оценка алгоритма сортировки
Алгоритмы сортировки оцениваются по скорости выполнения и эффективности использования памяти:
- Время — основной параметр, характеризующий быстродействие алгоритма. Называется также вычислительной сложностью. Для упорядочения важны худшее, среднее и лучшее поведение алгоритма в терминах мощности входного множества A. Если на вход алгоритму подаётся множество A, то обозначим n = |A|. Для типичного алгоритма хорошее поведение — это O(n log n) и плохое поведение — это O(n2). Идеальное поведение для упорядочения — O(n). Алгоритмы сортировки, использующие только абстрактную операцию сравнения ключей, всегда нуждаются по меньшей мере в сравнениях. Тем не менее, существует алгоритм сортировки Хана (Yijie Han) с вычислительной сложностью O(n log log n), использующий тот факт, что пространство ключей ограничено (он чрезвычайно сложен, а за О-обозначением скрывается весьма большой коэффициент, что делает невозможным его применение в повседневной практике)[12]. Также существует понятие сортирующих сетей. Предполагая, что можно одновременно (например, при параллельном вычислении) проводить несколько сравнений, можно отсортировать n чисел за O(log2 n) операций. При этом число n должно быть заранее известно;
- Память — ряд алгоритмов требует выделения дополнительной памяти под временное хранение данных. Как правило, эти алгоритмы требуют O(log n) памяти. При оценке не учитывается место, которое занимает исходный массив и независящие от входной последовательности затраты, например, на хранение кода программы (так как всё это потребляет O(1)). Алгоритмы сортировки, не потребляющие дополнительной памяти, относят к сортировкам на месте.

### ОптимальностьO(nlogn) в общем случае
В общем случае задача сортировки предполагает, что единственной обязательно доступной операцией над элементами является сравнение. Ответом на сравнение элементов {\displaystyle a} и {\displaystyle b} может быть один из двух вариантов: {\displaystyle a\leq b} или {\displaystyle a>b}. Поэтому если в ходе работы алгоритм совершает {\displaystyle k} сравнений, то всего возможно {\displaystyle 2^{k}} вариантов комбинаций ответов на них.
Количество перестановок из {\displaystyle n} элементов равно {\displaystyle n!}. Для того, чтобы можно было сюръективно отобразить множество комбинаций ответов на множество всех перестановок, количество сравнений должно быть не меньше, чем {\displaystyle \log _{2}{n!}} (поскольку сравнение — единственная разрешённая операция).
Прологарифмировав формулу Стирлинга, можно обнаружить, что {\displaystyle \log _{2}{n!}=\log _{2}{\left({\sqrt {2\pi n}}\left({\frac {n}{e}}\right)^{n}\right)}=n\log n+O(n)=\Omega (n\log n)}

## Свойства и типы
- Устойчивость — устойчивая сортировка не меняет взаимного расположения элементов с одинаковыми ключами[14].
- Естественность поведения — эффективность метода при обработке уже упорядоченных или частично упорядоченных данных. Алгоритм ведёт себя естественно, если учитывает эту характеристику входной последовательности и работает лучше.
- Использование операции сравнения. Алгоритмы, использующие для сортировки сравнение элементов между собой, называются основанными на сравнениях. Минимальная трудоёмкость худшего случая для этих алгоритмов составляет {\displaystyle O}({\displaystyle n\cdot \log n}), но они отличаются гибкостью применения. Для специальных случаев (типов данных) существуют более эффективные алгоритмы.

Ещё одним важным свойством алгоритма является его сфера применения. Здесь основных типов упорядочения два:
- Внутренняя сортировка оперирует массивами, целиком помещающимися в оперативной памяти с произвольным доступом к любой ячейке. Данные обычно упорядочиваются на том же месте без дополнительных затрат.
  - В современных архитектурах персональных компьютеров широко применяется подкачка и кэширование памяти. Алгоритм сортировки должен хорошо сочетаться с применяемыми алгоритмами кэширования и подкачки.
- Внешняя сортировка оперирует запоминающими устройствами большого объёма, но не с произвольным доступом, а последовательным (упорядочение файлов), то есть в данный момент «виден» только один элемент, а затраты на перемотку по сравнению с памятью неоправданно велики. Это накладывает некоторые дополнительные ограничения на алгоритм и приводит к специальным методам упорядочения, обычно использующим дополнительное дисковое пространство. Кроме того, доступ к данным во внешней памяти производится намного медленнее, чем операции с оперативной памятью.
  - Доступ к носителю осуществляется последовательным образом: в каждый момент времени можно считать или записать только элемент, следующий за текущим.
  - Объём данных не позволяет им разместиться в ОЗУ.

Также алгоритмы классифицируются по:
- потребности в дополнительной памяти или её отсутствию
- потребности в знаниях о структуре данных, выходящих за рамки операции сравнения, или отсутствию таковой

## Обзор наиболее популярных алгоритмов сортировки
| Алгоритм                                                | Описание | Время исполнения                                                            | Время исполнения                 | Затраты памяти                  | Примечание |
| Алгоритм                                                | Описание | В худшем случае                                                             | В среднем                        | В лучшем случае                 | Примечание |
| Алгоритмы устойчивой сортировки                         | Алгоритмы устойчивой сортировки | Алгоритмы устойчивой сортировки                                             | Алгоритмы устойчивой сортировки  | Алгоритмы устойчивой сортировки | Алгоритмы устойчивой сортировки |
| ------------------------------------------------------- | --- | --------------------------------------------------------------------------- | -------------------------------- | ------------------------------- | --- |
| Сортировка пузырьком (англ. Bubble sort)                | Проходит по массиву, сравнивает последовательные пары элементов и меняет их местами, если они расположены в неправильном порядке.                                                    | {\displaystyle O(n^{2})}                                                    | {\displaystyle O(n^{2})}         | {\displaystyle O(1)}            | В процессе сортировки минимальный элемент «всплывает» вверх массива, напоминая пузырь                                                                                            |
| Сортировка перемешиванием (англ. Cocktail sort)         | Двунаправленный, оптимизированный вариант сортировки пузырьком | {\displaystyle O(n^{2})}                                                    | {\displaystyle O(n^{2})}         | {\displaystyle O(1)}            | |
| Сортировка вставками (англ. Insertion sort)             | Элементы входной последовательности просматриваются по одному, и каждый новый поступивший элемент размещается в подходящее место среди ранее упорядоченных элементов                 | {\displaystyle O(n^{2})}                                                    | {\displaystyle O(n^{2})}         | {\displaystyle O(1)}            | |
| Гномья сортировка (англ. Gnome sort)                    | Гибрид сортировок вставками и пузырьком. | {\displaystyle O(n^{2})}                                                    | {\displaystyle O(n^{2})}         | {\displaystyle O(1)}            | Название происходит от предполагаемого поведения садовых гномов при сортировке линии садовых горшков                                                                             |
| Сортировка слиянием (англ. Merge sort)                  | Рекурсивно сортирует половины массива, а затем комбинирует их в один | {\displaystyle O(n\log {n})}                                                | {\displaystyle O(n\log {n})}     | {\displaystyle O(n)}            | |
| Сортировка с помощью двоичного дерева (англ. Tree sort) | На основе исходных данных строится двоичное дерево поиска, в котором последовательно собираются минимальные значения                                                                 | {\displaystyle O(n^{2})}                                                    | {\displaystyle O(n\log {n})}     | {\displaystyle O(n)}            | |
| Сортировка Timsort (англ. Timsort)                      | Гибрид сортировок вставками и слиянием. Основан на предположении, что при решении практических задач входной массив зачастую состоит из отсортированных подмассивов                  | {\displaystyle O(n\log {n})}                                                | {\displaystyle O(n\log {n})}     | {\displaystyle O(n)}            | |
| Алгоритмы неустойчивой сортировки                       | |                                                                             |                                  |                                 | |
| Сортировка выбором (англ. Selection sort)               | Делит входной массив на упорядоченную и неупорядоченную части. Затем последовательно переносит в первую часть наименьшие элементы из второй                                          | {\displaystyle O(n^{2})}                                                    | {\displaystyle O(n^{2})}         | {\displaystyle O(1)}            | |
| Сортировка расчёской (англ. Comb sort)                  | Модификация сортировки пузырьком, в которой расстояние между сравниваемыми парами значений отлично от 1                                                                              | {\displaystyle O(n^{2})}                                                    | {\displaystyle O(n^{2}/2^{p})}   | {\displaystyle O(1)}            | Несмотря на бо́льшую алгоритмическую сложность, при не очень больших размерах массива сортировка расчёской будет более эффективна, чем быстрая сортировка                         |
| Сортировка Шелла (англ. Shell sort)                     | Модификация сортировки вставками, в которой расстояние между сравниваемыми парами значений отлично от 1                                                                              | {\displaystyle O(n^{2})}                                                    | {\displaystyle O(n\log ^{2}{n})} | {\displaystyle O(1)}            | |
| Пирамидальная сортировка (сортировка кучи, Heapsort)    | На основе исходных данных строится двоичная куча, в которой последовательно собираются минимальные значения                                                                          | {\displaystyle O(n\log {n})}                                                | {\displaystyle O(n\log {n})}     | {\displaystyle O(1)}            | |
| Плавная сортировка (англ. Smoothsort)                   | Модификация пирамидальной сортировки, оптимизирующая сортировку частично упорядоченного массива                                                                                      | {\displaystyle O(n\log {n})}                                                | {\displaystyle O(n\log {n})}     | {\displaystyle O(n)}            | |
| Быстрая сортировка (англ. Quicksort)                    | Выбирается опорный элемент p. Все ключи, меньшие p, перемещаются влево от него, а все ключи, большие либо равные p, вправо. Далее алгоритм рекурсивно применяется к каждой из частей | {\displaystyle O(n^{2})}                                                    | {\displaystyle O(n\log {n})}     | {\displaystyle O(\log {n})}     | |
| Интроспективная сортировка (англ. Introsort)            | Гибрид быстрой и пирамидальной сортировок | {\displaystyle O(n\log {n})}                                                | {\displaystyle O(n\log {n})}     | {\displaystyle O(n)}            | |
| Придурковатая сортировка (англ. Stooge sort)            | Меняет местами первый и последний элементы массива, если необходимо. Затем делит массив на три части, в каждой из которых запускается рекурсивно                                     | {\displaystyle O(n^{\log {3}/\log {1.5}})} {\displaystyle =O(n^{2.709...})} | {\displaystyle O(n^{2.709...})}  | {\displaystyle O(1)}            | Метод назван в честь американской комик-группы «Three stooges» («Три придурка»). Сходство заключается в том, что алгоритм безумно мечется по уже отсортированным третям массива. |
| Непрактичные алгоритмы сортировки                       | |                                                                             |                                  |                                 | |
| Bogosort                                                | Массив произвольно перемешивается до тех пор, пока не окажется отсортированным | Неограниченно                                                               | {\displaystyle O(n!)}            | {\displaystyle O(1)}            | Используется только в академических целях |
| Сортировка перестановкой                                | Генерируются все возможные последовательности массива, из которых выбирается упорядоченная                                                                                           | {\displaystyle O(n!)}                                                       | {\displaystyle O(n!)}            | {\displaystyle O(n)}            | Используется только в академических целях |
| Гравитационная сортировка (англ. Bead sort)             | Числа представляются в виде бусинок на штырях, затем сортируются под действием гравитации                                                                                            | {\displaystyle O({\sqrt {n}})}                                              | {\displaystyle O({\sqrt {n}})}   | {\displaystyle O(n^{2})}        | Требуется специализированное аппаратное обеспечение |
| Алгоритмы, не основывающиеся на сравнениях              | |                                                                             |                                  |                                 | |
| Блочная сортировка (англ. Bucket sort)                  | Элементы распределяются по блокам согласно диапазону значений, каждый из которых затем рекурсивно сортируется                                                                        | {\displaystyle O(n^{2})}                                                    | {\displaystyle O(n^{2}+n/k+k)}   | {\displaystyle O(n+k)}          | {\displaystyle k} — заранее известное количество корзин |
| Поразрядная сортировка (англ. Radix sort)               | Массив сортируется согласно с помощью поразрядного сравнения чисел | {\displaystyle O(wn)}                                                       | {\displaystyle O(wn)}            | {\displaystyle O(n)}            | {\displaystyle w} — количество бит, требуемых для хранения каждого ключа. |
| Сортировка подсчётом (англ. Counting sort)              | Подсчитывается количество вхождений каждого целого числа из диапазона ключей в массив. Затем выводится значения всех ненулевых значений                                              | {\displaystyle O(n+k)}                                                      | {\displaystyle O(n+k)}           | {\displaystyle O(n+k)}          | {\displaystyle k} — максимальное значение элементов ключа |

## Сортировка строк
Одним из частых приложений алгоритмов сортировки является сортировка строк. Обобщённый алгоритм может выглядеть так: сначала множество строк сортируется по первому символу каждой строки, затем каждое подмножество строк, имеющих одинаковый первый символ, сортируется по второму символу, и так до тех пор, пока все строки не будут упорядочены. При этом отсутствующий символ (при сравнении строки длины N со строкой длины N+1) считается меньше любого символа.
Применение данного метода к строкам, представляющим собой числа в естественной записи, выдаёт контринтуитивные результаты: например, «9» оказывается больше, чем «11», так как первый символ первой строки имеет бо́льшее значение, чем первый символ второй. Для исправления этой проблемы алгоритм сортировки может преобразовывать сортируемые строки в числа и сортировать их как числа. Такой алгоритм называется «числовой сортировкой», а описанный ранее — «строковой сортировкой». Также на практике эффективным способом решения проблемы сортировки строк, содержащих числа, является добавление некоторого числа нулей перед числом, таким образом, «011» будет считаться больше «009».